# Kuralaid
Kuralaid är en ö utanför Estlands västkust. Den ligger i Varbla kommun i landskapet Pärnumaa, 130 km sydväst om huvudstaden Tallinn. Arean är 0,04 kvadratkilometer. Den ligger 900 meter utanför det estländska fastlandet och i den norra änden av Rigabukten. Kuralaid är den sydligaste i en grupp öar, däribland Selglaid, Kitselaid och Pihelgalaid.